# France au Concours Eurovision de la chanson 2010
La France a participé au Concours Eurovision de la chanson 2010. Il s'agit de la 53e participation de la France au Concours, où elle a  envoyé sa 54e chanson.
La finale du concours à Oslo (Norvège) a été commentée par Stéphane Bern et Cyril Hanouna pour France 3, représentants sur France Télévisions, membre de l'Union européenne de radio-télévision.

## Sélection française
Jessy Matador est choisi pour défendre les couleurs de la France avec la chanson  Allez ola olé écrite et composée par H. Ducamin et J. Ballue. Ce choix, effectué en interne, a été annoncé sur Europe 1 par Nicolas Pernikoff, directeur des divertissements de France Télévisions, le 19 février 2010. Jessy Matador a été choisi aux dépens de Christophe Willem, Emmanuel Moire ou encore Julie Zenatti.

## Finale de l'Eurovision
Lors de la grande finale du Concours, se déroulant à Oslo en  Norvège le samedi 29 mai 2010, Jessy  Matador passe en 18e position après Alyosha pour l'Ukraine et avant Paula Seling et Ovi, duo représentant la Roumanie. Il est entouré de choristes et de danseurs (dont Nedjim Mahtallah, ex-candidat de la Nouvelle Star sur M6) tandis que la chanteuse belge Jessie Fasano interprète un couplet à ses côtés. 
Au terme du vote final des pays, la chanson a terminé à la 12e place sur 25 pour un total de 82 points.

### Après l'Eurovision
La chanson Allez ola olé interprétée par Jessy Matador servira de tube de l'été à France Télévisions ainsi que de promotion pour la Coupe du monde de football 2010 se déroulant en Afrique du Sud.

## Carte postale
L'édition 2010, pour la toute première fois dans l'histoire du concours, les cartes postales furent projetées virtuellement dans la salle, au-dessus du public. Les lumières commençaient par s'éteindre complètement et des sphères dorées formaient la carte de la France. S'ouvrait un écran virtuel sur lequel était projetée une vidéo montrant des fans du concours qui se rassemblaient à Paris en France. Ensuite, la caméra dévoilait la montée sur le représentant français de cette édition, Jessy Matador, sur la scène des concurrents, avant que les sphères ne forment le drapeau national de la France. Le jour de la finale, le 29 mai 2010.